# 法蘭西內戰
《法兰西内战》(德語：Der Bürgerkrieg in Frankreich) 是卡尔·马克思编写的作为第一国际总委员会的声明的小册子，阐述了巴黎公社的性质和意义。

## 写作
1871年4月中旬至5月底，居住在伦敦的马克思收集了关于巴黎公社的德语、法语和英语消息。巴黎公社使巴黎的工人与来自城外的保守势力对抗。马克思获得了公社支持的出版物和在伦敦以法语和英语出版的资产阶级刊物。马克思还获得了对公社几位主要人物及其同事如保尔·拉法格和彼得·拉夫罗夫传递的个人解释。
马克思原本打算写一封致巴黎工人的演说，并在1871年3月28日的第一国际总委员会会议上提出了这样的动议，并获得一致通过。法国的进一步发展使马克思认为该文件应改为针对世界工人阶级，并在4月18日的总委员会会议上通过了该建议，并指出他希望写出“斗争的总趋势。” 提案获得批准，马克思开始撰写文件。《法兰西内战》的主要部分写作于1871年5月6日至5月30日之间，马克思用英文撰写了原始版本。

## 出版
1871年6月13日左右，这本小册子的第一版在伦敦出版，只有35页。标题为《法兰西内战 国际工人协会总委员会宣言》。第一版只印了1000份，很快就被卖光了，随后是更为便宜的第二版，印刷了 2000份。同年，第三版英文版出版，对错误进行了更正。这本小册子被翻译成法语、德语、俄语、意大利语、西班牙语、荷兰语、佛兰芒语、克罗地亚语、丹麦语和波兰语，并于1871年和1872年在各个国家的报纸和小册子中出版。德文译本由马克思的长期伙伴弗里德里希·恩格斯翻译，第一份德国出版物于1871年6月至7月在Der Volkstaat报纸上连载，随后于1871年8月至 10 月在Der Vorbote上连载。同年，莱比锡的Volkstaat还出版了单独的小册子版本。
在巴黎公社被推翻五周年之际，这本小册子的德文版重新发行，恩格斯对译文做了一些细微的修正。第二版也由Genossenschaftsbuchdruckerei 在莱比锡出版。
1891年，在巴黎公社成立20周年之际，恩格斯整理了这部作品的新版本。并写了一篇引言，强调了巴黎公社经验的历史意义，概括了马克思在《法兰西内战》中的理论，并提供了关于布朗基主义者和蒲鲁东主义者中的公社社员活动的更多信息。恩格斯还决定将马克思为第一国际所写的早期材料包括在内，从马克思对普法战争的描述中为公社提供了额外的历史背景。

## 理论
对马克思而言，巴黎公社的历史使他重新评估了自己早期著作的重要性。在后来的《共产党宣言》序言中，马克思写道：“所以第二章末尾提出的那些革命措施根本没有特别的意义。如果是在今天，这一段在许多方面都会有不同的写法了。” 《法兰西内战》出版后，“特别是公社已经证明：‘工人阶级不能简单地掌握现成的国家机器，并运用它来达到自己的目的。’”，列宁主义者和社会民主主义者对这句话都有不同的理解。自由主义马克思主义思潮后来从这部著作中汲取灵感，强调工人阶级有能力在不需要革命政党或国家领导的情况下改变自己的命运。弗拉基米尔·列宁则写道：“马克思的意思是说工人阶级应当打碎、摧毁“现成的国家机器”,而不只是简单地夺取这个机器。”